# Walter Milschewsky
Walter Milschewsky (* 7. Oktober 1911 in Berlin; † 12. Juni 1996 ebenda) war ein deutscher Politiker (SPD).
Milschewsky machte eine Ausbildung als Elektroinstallateur, später als Bauamtmann. 1929 wurde er Mitglied der Sozialistischen Arbeiter-Jugend (SAJ) und der SPD. Nach dem Zweiten Weltkrieg war er bis 1949 Sekretär der SPD Wilmersdorf. Von 1946 bis 1960 war er Bezirksverordneter in der Bezirksverordnetenversammlung Wilmersdorf. Am 7. Januar 1960 konnte Milschewsky in das Abgeordnetenhaus von Berlin nachrücken, da Karl König ausschied. Bis 1979 war er Mitglied des Abgeordnetenhauses.